# Clubiona nigromaculosa
Clubiona nigromaculosa este o specie de păianjeni din genul Clubiona, familia Clubionidae, descrisă de Blackwall, 1877. Conform Catalogue of Life specia Clubiona nigromaculosa nu are subspecii cunoscute.